# قاسم أباد (بربرود الغربي)
قاسم أباد (بالفارسية: قاسم‌آباد) هي قرية تقع في إيران في قسم بربرود الغربي الریفي. يقدر عدد سكانها بـ 102 نسمة .